# Kimiko Shiratori
Kimiko Shiratori (白鳥 公子, Shiratori Kimiko, 6 juni 1968) is een voormalig Japans voetbalster.

## Carrière
Shiratori maakte op 17 oktober 1984 haar debuut in het Japans vrouwenvoetbalelftal tijdens een vriendschappelijke wedstrijd (Xi'an uitnodiging) tegen  Italië. Ze heeft 5 interlands voor het Japanse vrouwenelftal gespeeld.

## Statistieken
| Japans vrouwenvoetbalelftal | Japans vrouwenvoetbalelftal | Japans vrouwenvoetbalelftal |
| Jaar                        | Wed.                        | Dlp.                        |
| --------------------------- | --------------------------- | --------------------------- |
| 1984                        | 3                           | 0                           |
| 1985                        | 0                           | 0                           |
| 1986                        | 2                           | 0                           |
| Totaal                      | 5                           | 0                           |